# 京都やましろ農業協同組合
京都やましろ農業協同組合（きょうとやましろのうぎょうきょうどうくみあい、通称JA京都やましろ）は、京都府京田辺市に本店を置く農業協同組合。

## 沿革
- 1995年4月1日 - 京都府南部14市町村の22農業協同組合（宇治市、城陽市、御牧、佐山、有智郷、志水、八幡、津々城、田辺町、多賀、井手町、宇治田原、田原、山城町、精華町、相楽、木津町、加茂町、和束町、笠置町、南山城村、山城高尾）が合併して発足した。発足時は、本店のほか、14総合支店はじめ計50の支店・事業所が設置された。初代代表理事組合長に関東利一が就任。
- 1999年2月15日 - 笠置支店（笠置町笠置）廃止、同所に笠置事業所設置。為替業務は南山城支店へ統合。
- 1999年6月14日 - 和束町支店（和束町中）、西事業所（和束町白栖）、中事業所（和束町南）の3店舗を統合・移転し、和束町支店（和束町南）新店舗開業。
- 1999年10月 - 加茂支店（加茂町里）新店舗開業。
- 1999年11月1日 -　営農経済センター（京田辺市大住）新築、業務開始
- 2001年1月19日 - 城陽支店（旧JA城陽市本店）閉店。
- 2001年5月 - 城陽支店（城陽市寺田）新店舗開業。
- 2001年9月30日 - 関東利一代表理事組合長逝去。
- 2001年10月31日 - 永江幸司代表理事組合長就任（前副組合長）。
- 2002年3月 - 木津町支店（木津町木津）を移転、新店舗開業。
- 2002年3月18日 - 相楽支店を木津町支店へ統合。
- 2002年6月 - 八幡市支店（八幡市内里）新店舗開業。
- 2003年2月17日 - 多賀支店（井手町多賀）と井手事業所（井手町）の2店舗を統合・移転し、井手町支店（井手町多賀）開業。
- 2005年7月25日 - 精華町支店（精華町北稲八間）ほか3店舗を統合・移転し、精華町支店（精華町祝園西）新店舗開業。
- 2007年4月 - 北部営農経済センター（京田辺市大住）、南部営農経済センター設置。
- 2008年1月 - 南部営農経済センター（木津川市加茂町岡崎）新店舗開業。
- 2009年11月14日 - 田辺北支店（京田辺市大住）と草内連絡所（京田辺市草内）を廃止し、京田辺支店へ統合。
- 2009年11月16日 - 本店及び京田辺支店（京田辺市田辺）新店舗開業。
- 2011年6月24日 - 十川洋美代表理事組合長就任（前京都府農業協同組合中央会専務理事）。
- 2011年7月 - 宇治田原町支店（宇治田原町立川）新店舗開業。
- 2011年11月 - 久御山町支店（久御山町野村）新店舗開業。

## 業務区域
- 京都府京田辺市
- 京都府宇治市
- 京都府城陽市
- 京都府八幡市
- 京都府木津川市
- 京都府久世郡久御山町
- 京都府綴喜郡井手町
- 京都府綴喜郡宇治田原町
- 京都府相楽郡精華町
- 京都府相楽郡和束町
- 京都府相楽郡笠置町
- 京都府相楽郡南山城村

## 主な事業所
| 店番号 | 事業所名               | 住所                                    | 備考                                  |
| ------ | ---------------------- | --------------------------------------- | ------------------------------------- |
| 099    | 本店                   | 京田辺市田辺鳥本1-2                     | 2009年11月新店舗オープン              |
|        | 茶業部（宇治茶の郷）   | 綴喜郡宇治田原町大字郷之口小字中林12    |                                       |
|        | 介護サービスセンター   | 京田辺市草内宮ノ後38-1                  | 2011年7月新設                         |
|        | 北部営農経済センター   | 京田辺市大住中島1-1                     | 1999年10月新設                        |
|        | 南部営農経済センター   | 木津川市加茂三光寺43-1                  | 2007年4月新設 2008年1月新店舗オープン |
| 001    | 中宇治支店             | 宇治市槙島町大町13                      |                                       |
| 003    | 西宇治支店             | 宇治市小倉町久保52                      |                                       |
| 005    | 東宇治支店             | 宇治市五ケ庄西浦41-1                    |                                       |
| 010    | 城陽支店               | 城陽市寺田中大小137                     | 2001年5月新店舗オープン               |
| 011    | 城陽南支店             | 城陽市富野北垣内56・59-1合地            |                                       |
| 013    | 久御山町支店           | 久世郡久御山町野村井ノ坪16              | 2011年11月新店舗オープン              |
| 018    | 八幡市支店             | 八幡市内里蜻蛉尻20                      | 2002年6月新店舗オープン               |
| 022    | 京田辺支店             | 京田辺市田辺鳥本1-2                     | 2009年11月新店舗オープン              |
| 026    | 井手町支店             | 綴喜郡井手町大字多賀小字松ヶ花56-1      | 2003年2月新店舗オープン               |
| 027    | 宇治田原町支店         | 綴喜郡宇治田原町大字立川小字宮ノ本22    | 2011年7月新店舗オープン               |
| 032    | 精華町支店             | 相楽郡精華町祝園西1丁目31-5             | 2005年7月新店舗オープン               |
|        | 精華町経済倉庫         | 相楽郡精華町北稲八間甲斐ノ元13-1・14-3  | 2020年3月新築移転                     |
|        | 南部農機センター       | 相楽郡精華町北稲八間井手ノ元31-1        |                                       |
| 029    | 山城支店               | 木津川市山城町椿井柳田1-1               |                                       |
| 037    | 木津支店               | 木津川市木津八色18-7                    | 2002年3月新築移転                     |
| 038    | 加茂支店               | 木津川市加茂町里南古田81                | 1999年10月新店舗オープン              |
| 041    | 和束町支店             | 相楽郡和束町大字南小字下川原14-2        | 1999年6月新店舗オープン               |
|        | 和束町経済倉庫         | 相楽郡和束町大字中小字畑井田1-1         |                                       |
| 044    | 南山城村支店           | 相楽郡南山城村大字北大河原小字久保24-2  | 旧南山城村農業協同組合本部            |
|        | 笠置取次店             | 相楽郡笠置町大字笠置小字西通78          | 旧JA笠置町本部                        |
|        | 中部農機センター       | 京田辺市東古森28                        |                                       |
|        | 水稲育苗センター       | 京田辺市薪西浜1-1                       | 2001年3月新設                         |
|        | 田辺てん茶工場         | 京田辺市東青上14                        |                                       |
|        | 南山城村ライスセンター | 相楽郡南山城村大字北大河原小字砂田20-44 |                                       |
|        | 流れ橋交流プラザ       | 八幡市上津屋里垣内56-1                  |                                       |
|        | ネギ調整包装施設       | 久世郡久御山町大字中島小字向野87        | 2015年4月稼働                         |
|        | ネギカットセンター     | 久世郡久御山町大字相島小字曽根東5       | 2018年2月営業開始                     |
|        | 和束茶集出荷場         | 相楽郡和束町大字白栖小字小杉田34        | 2016年1月新築                         |
|        | 茄子選果場             | 京田辺市薪赤池9-2                       | 2016年3月新築                         |

### 廃止された支店
| 支店名             | 住所                                  | 統合先         | 跡地の状況                                                                   |
| ------------------ | ------------------------------------- | -------------- | ---------------------------------------------------------------------------- |
| 宇治支店           | 宇治市宇治壱番67                      | 中宇治支店     | 旧支店建物で株式会社ヤマサンが営業中                                         |
| 槇島支店           | 宇治市槙島町大幡26                    | 中宇治支店     | 旧支店建物でNPO法人アジール舎ころぽっくるの家が営業中                        |
| 小倉支店           | 宇治市小倉町久保52                    | 西宇治支店     | 西宇治支店として営業中                                                       |
| 伊勢田支店         | 宇治市伊勢田町中山2                   | 西宇治支店     |                                                                              |
| 大久保支店         | 宇治市大久保町南ノ口55-1              | 西宇治支店     |                                                                              |
| 城陽支店           | 城陽市寺田垣内後24-1                  | 城陽支店       |                                                                              |
| 寺田支店           | 城陽市寺田中大小137                   | 城陽支店       | 城陽支店を新築                                                               |
| 久津川支店         | 城陽市平川指月63-3                    | 城陽支店       | 旧支店建物現存せず（跡地は沼眼科駐車場）                                     |
| 富野荘支店         | 城陽市富野北垣内56・59-1合地          | 城陽南支店     | 城陽南支店として営業中                                                       |
| 青谷支店           | 城陽市市辺五島7-30                    | 城陽南支店     | 旧支店建物で社会福祉法人梅の木福祉会城陽作業所が営業中                       |
| 御牧支店           | 久世郡久御山町大字相島小字曽根東5     | 久御山町支店   | JA京都やましろネギカットセンターとして営業中                                 |
| 東一口事業所       | 久世郡久御山町東一口279               | 久御山町支店   |                                                                              |
| 北藤事業所         | 久世郡久御山町大字藤和田小字村西7-9   | 久御山町支店   | 旧支店建物現存せず（跡地は弘部歯科医院）                                     |
| 佐山支店           | 久世郡久御山町大字佐古小字内屋敷61-1  | 久御山町支店   | 旧支店建物現存せず（跡地はおおむら医院）                                     |
| 有智郷支店         | 八幡市内里北ノ口20                    | 八幡市支店     |                                                                              |
| 志水支店           | 八幡市八幡大芝25                      | 八幡市支店     | 旧支店建物を一区公会堂が利用中                                               |
| 幣原支店           | 八幡市男山竹園2-2                     | 八幡市支店     |                                                                              |
| 八幡支店           | 八幡市八幡森67                        | 八幡市支店     | 旧支店建物現存せず                                                           |
| 津々城支店         | 八幡市上津屋里垣内53                  | 八幡市支店     | 旧支店建物で株式会社津々城運送が営業中                                       |
| 田辺支店           | 京田辺市田辺鳥本1-2                   | 京田辺支店     | 本店及び京田辺支店                                                           |
| 大住支店           | 京田辺市大住八河原56-1                | 田辺北支店     | 田辺北支店として営業後、閉店                                                 |
| 草内支店           | 京田辺市草内宮ノ後38-1                | 田辺北支店     | 草内事業所、草内連絡所を経て、JA京都やましろ介護サービスセンターとして営業中 |
| 三山木支店         | 京田辺市三山木柳ケ町66-1              | 田辺南支店     | 田辺南支店として営業後、閉店                                                 |
| 普賢寺支店         | 京田辺市水取門田3-1                   | 田辺南支店     |                                                                              |
| 田辺北支店         | 京田辺市大住八河原56-1                | 京田辺支店     | 旧支店建物を大住土地区画整理組合事務所が利用中                               |
| 田辺南支店         | 京田辺市三山木柳ケ町66-1              | 京田辺支店     | 旧支店建物現存せず（跡地はJA京都やましろ農産物直売所）                       |
| 多賀支店           | 綴喜郡井手町大字多賀小字西南組10      | 井手町支店     |                                                                              |
| 井手支店           | 綴喜郡井手町大字井手小字宮ノ本93      | 井手町支店     |                                                                              |
| 田原支店           | 綴喜郡宇治田原町大字郷之口小字中林12  | 宇治田原町支店 | JA京都やましろ宇治茶の郷として営業中                                         |
| 宇治田原支店       | 綴喜郡宇治田原町大字立川小字宮ノ本22  | 宇治田原町支店 | 宇治田原町支店として営業中                                                   |
| 棚倉支店           | 木津川市山城町綺田南河原45            | 山城支店       | 旧支店建物現存せず                                                           |
| 上狛支店           | 木津川市山城町上狛北的場15            | 山城支店       | 旧支店建物を木津川市商工会山城支所として利用中                               |
| 山田荘支店         | 相楽郡精華町大字乾谷小字金堀3-2       | 精華町支店     | JA京都やましろ農産物直売所山田荘店として営業中                               |
| 東畑支店           | 相楽郡精華町大字東畑小字芳谷8         | 精華町支店     |                                                                              |
| 祝園駅前支店       | 相楽郡精華町大字祝園小字榊ケ坪21-8    | 精華町支店     |                                                                              |
| 相楽支店           | 木津川市相楽片田3                     | 木津支店       |                                                                              |
| 瓶原支店           | 木津川市加茂町岡崎考11                | 加茂支店       | 旧支店建物現存せず                                                           |
| 当尾支店           | 木津川市加茂町辻広垣外1               | 加茂支店       | 旧支店建物を当尾公民館が利用中                                               |
| 和束町支店西事業所 | 相楽郡和束町大字白栖小字幸ノ栖21-1    | 和束町支店     |                                                                              |
| 和束町支店中事業所 | 相楽郡和束町大字南小字川口43          | 和束町支店     | 旧支店建物を和束町が取得し、役場西別館として利用中                           |
| 湯船支店           | 相楽郡和束町大字湯船小字五ノ瀬250     | 和束町支店     |                                                                              |
| 笠置支店           | 相楽郡笠置町大字笠置小字西通76        | 南山城村支店   |                                                                              |
| 田山支店           | 相楽郡南山城村大字田山小字中シヨジ1-1 | 南山城村支店   | JA京都やましろ田山協同の家                                                   |
| 高尾支店           | 相楽郡南山城村大字高尾小字ヲサキ18    | 南山城村支店   | JA京都やましろ高尾協同の家                                                   |

## 子法人等
- 有限会社グリーン工房和束 - 1999年7月8日設立、相楽郡和束町大字白栖小字幸ノ栖21番地１、緑茶の製造販売・茶栽培および水稲等の農作業受委託
- 株式会社ジェイエイやましろファーム - 2013年7月5日設立、綴喜郡井手町大字多賀小字流田19番地3、施設園芸・水稲苗の生産・水稲等の農作業受委託